# Matthew Dawson
| 181483 Ampleforth   | 15 ottobre 2006 |
| 255019 Fleurmaxwell | 10 ottobre 2005 |
| 255073 Victoriabond | 30 ottobre 2005 |
| 260886 Henritudor   | 31 agosto 2005  |
| 314650 Neilnorman   | 19 luglio 2006  |

Matthew Dawson (1958) è un astronomo amatoriale britannico di professione musicista.
Collabora con l'Osservatorio di Roeser in Lussemburgo.
Il Minor Planet Center gli accredita la scoperta di sei asteroidi, effettuate tra il 2005 e il 2006.
Gli è stato dedicato l'asteroide 13750 Mattdawson.